# Polizei Brandenburg
Die Polizei Brandenburg ist die Landespolizei des deutschen Landes Brandenburg.

## Auftrag
Auftrag ist die Gewährleistung der öffentlichen Sicherheit und Ordnung. Als Strafverfolgungsbehörde geht sie gegen ordnungswidrige und strafbare Handlungen vor, ermittelt Täter und analysiert Tatmuster. Eine weitere Aufgabe ist die Gefahrenabwehr im Bereich der inneren Sicherheit, das heißt, die Verhütung oder Unterbindung von rechtswidrigen Handlungen jeder Art. Im Rahmen der Verkehrsüberwachung regelt sie Verkehrsströme und hat eine tragende Rolle in der Notfallhilfe (Notruf). Ferner sorgt die Polizei in enger Kooperation mit Behörden für die Verbrechensprävention, um bereits im Vorfeld mögliche Straftaten zu erkennen und zu verhindern.

## Rechtsgrundlagen
Für den Bereich der Gefahrenabwehr ergeben sich die Eingriffsbefugnisse der Polizei aus dem Polizeigesetz des Landes Brandenburg, dem Brandenburgischen Polizeigesetz (BbgPolG).
Die Ermächtigung für das Einschreiten zur Strafverfolgung ergibt sich aus der Strafprozessordnung (StPO).

## Organisation
Unter dem Polizeipräsidium stehen vier regionale Polizeidirektionen (Nord, Ost, Süd, West), sowie das Landeskriminalamt und die Direktion Besondere Dienste. Den vier Polizeidirektionen unterstehen 16 Polizeiinspektionen, 9 Wasserschutzpolizeireviere und 5 Autobahnpolizeireviere. Die 16 Polizeiinspektionen unterteilen sich in den Sitz der Polizeiinspektion und weitere 33 Polizeireviere.
Geführt wird das Polizeipräsidium durch Oliver Stepien als Polizeipräsident.
Die Allgemeine Aufbauorganisation gestaltet sich wie folgt:

### Polizeipräsidium
- Polizeipräsident
  - Leitungsbereich
    - Präsidialbüro
    - Büro Beratung und Strategie
    - Geheimschutz
    - Interne Revision
    - Presse- und Öffentlichkeitsarbeit
    - Beauftragter für die deutsch-polnischen Beziehungen

  - Behördenstab
    - Einsatz- und Lagezentrum
    - Stabsbereich 1E Einsatzangelegenheiten
    - Stabsbereich 1K Kriminalitätsangelegenheiten
    - Stabsbereich 2 Logistik
    - Stabsbereich 3 Personal
    - Stabsbereich 4 Recht
    - Stabsbereich 5 Digitalisierung

### Polizeidirektionen
Es gibt vier Polizeidirektionen, deren Gliederung identisch ist. Die Standorte befinden sich in:
- Neuruppin (Polizeidirektion Nord) mit Polizeiinspektion Prignitz, Polizeiinspektion Ostprignitz-Ruppin, Polizeiinspektion Oberhavel
- Frankfurt (Oder) (Polizeidirektion Ost) mit Polizeiinspektion Uckermark, Polizeiinspektion Barnim, Polizeiinspektion Märkisch-Oderland, Polizeiinspektion Oder-Spree/Frankfurt (Oder)
- Cottbus (Polizeidirektion Süd) mit Polizeiinspektion Flughafen, Polizeiinspektion Dahme-Spreewald, Polizeiinspektion Cottbus/Spree-Neiße, Polizeiinspektion Oberspreewald-Lausitz, Polizeiinspektion Elbe-Elster
- Brandenburg an der Havel (Polizeidirektion West) mit Polizeiinspektion Havelland, Polizeiinspektion Brandenburg, Polizeiinspektion Potsdam, Polizeiinspektion Potsdam-Mittelmark, Polizeiinspektion Teltow-Fläming

Eine Direktion ist organisiert, wie im Folgenden aufgeführt:
- Leitungsbereich
  - Direktionsbüro
  - Pressestelle
- Direktionsstab
  - Stabsstelle Informationssicherheitskoordinator
  - Stabsbereich 1 Einsatz- und Kriminalitätsangelegenheiten, Diensthundewesen
  - Stabsbereich 2 Logistik
  - Stabsbereich 3 Personal
  - Stabsbereich 4 Recht

- Kriminalpolizei in der Direktion
  - Führungsdienst
  - Dezernat Schwere Kriminalität
  - Dezernat Staatsschutz
  - Dezernat Allgemeine Kriminalität
  - Dezernat Ermittlungsunterstützung

- Verkehrspolizei
  - Führungsdienst
  - Autobahnpolizei
  - Einsatztrupp Video
  - Sonderverkehrsüberwachungsgruppe
  - Verkehrsüberwachungstrupps
  - Krad- und Eskortendienst (ausschließlich in der Polizeidirektion West)

- Wasserschutzpolizei
  - Führungsdienst
  - Wachdienst Wasserschutzpolizei

- Polizeiinspektion
  - Führungs- und Revierdienst
  - Wach- und Wechseldienst
  - Prävention
  - Kriminalkommissariat in der Inspektion

### Landeskriminalamt
- Zentrale Aufgaben / Cyber-Competence-Center / Besondere Ermittlungen
  - Zentralstellenaufgaben
  - Cybercrime
  - Wirtschafts-/ Umweltkriminalität
- Organisierte Kriminalität und Schwere grenzüberschreitende Eigentumskriminalität
  - Organisierte Kriminalität
  - Schwere Grenzüberschreitende Eigentumskriminalität
  - Verdeckte Ermittlungen
- Zentraler Staatsschutz und Terrorismusbekämpfung
  - Grundsatz/Auswertung
  - Ermittlungen Staatsschutz
  - Verdeckte Ermittlungen Staatsschutz
- Kriminaltechnisches Institut
  - Klassische Kriminaltechnik
  - Forensische Biologie
  - Forensische Chemie/Physik
  - Erkennungs-/Tatortdienst

### Direktion Besondere Dienste
- Bereitschaftspolizeiabteilung (Potsdam-Eiche)
- Polizeihubschrauberstaffel (Blumberg)
- Spezialeinheiten / Spezialkräfte (Potsdam-Eiche)

### Zentraldienst der Polizei
Der Zentraldienst der Polizei (ZDPol) ist die zentrale Dienstleistungs- und Serviceeinrichtung für die Polizei mit dem Hauptsitz in Zossen, OT Wünsdorf.
Er untersteht nicht dem Polizeipräsidium, sondern direkt dem Innenministerium und ist somit dem Polizeipräsidium gleichgestellt. Sowohl der ZDPol als auch die Hochschule der Polizei sind Dienstleister für das Polizeipräsidium, sind diesem aber nicht unterstellt.
Hier sind wichtige Bereiche gebündelt, z. B.:
- Informationstechnik
- Beschaffung, Technik und Logistik
- Zentrale Bußgeldstelle (Gransee)
- Polizeiärztlicher Dienst
- Kampfmittelbeseitigungsdienst
- Internetsicherheit

### Hochschule der Polizei des Landes Brandenburg
- Präsident
  - Präsidialbüro
  - Lehre und Forschung
  - Weiterbildung
  - Zentrale Aufgaben

## Aus- und Fortbildung
An der Hochschule der Polizei des Landes Brandenburg (HPol) findet die Aus- und Fortbildung aller Polizistinnen und Polizisten für das gesamte Bundesland statt.

## Ausrüstung

### Uniform

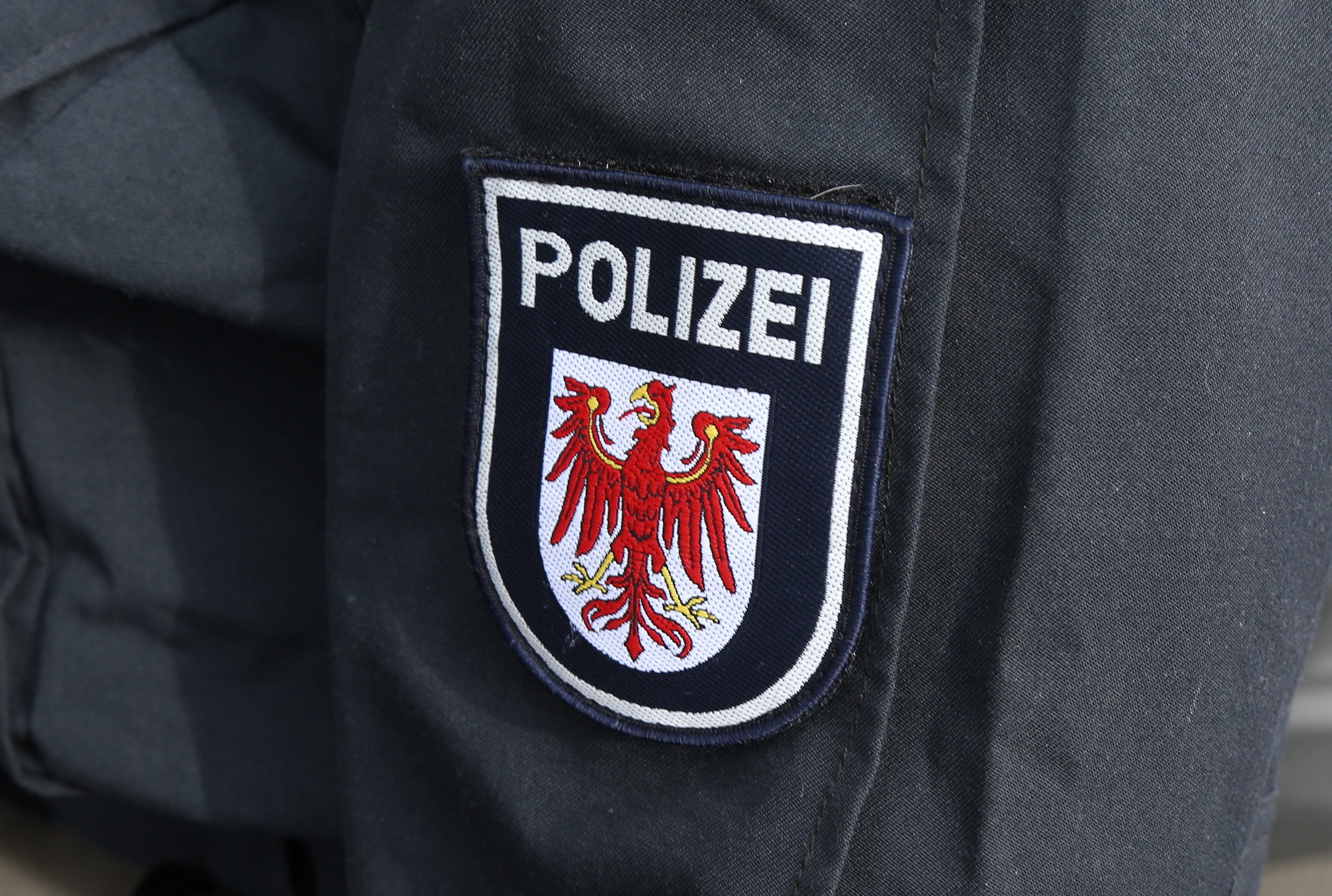
Ärmelabzeichen

Seit Juli 2006 wurde sukzessive die neue blaue Uniform eingeführt. Damit ging auch eine Änderung des Schnitts einher. Seit Mitte Dezember 2010 sind alle Beamten mit der neuen blauen Uniform eingekleidet.
Die Polizei Sachsen und die Berliner Polizei nutzen ebenfalls die Uniform der Polizei Brandenburg. Ein leitender Brandenburger Beamter dazu:

„Neben der Brandenburger und der Berliner Justiz wäre die Berliner Polizei mit 17000 auszustattenden Mitarbeitern einer der größten Kunden, den die Zentrale Beschaffungsstelle gewinnen könnte.“

### Fahrzeuge
Im Zuge der Farbumstellung sind Streifenwagen und Einsatzfahrzeuge in der Farbgebung blau-silber bzw. blau-weiß eingeführt worden. Die ersten blau-silbernen Streifenwagen wurden Mitte 2002 der Autobahnpolizei übergeben. Landesweit wurde die Farbgebung erst 2005 eingeführt.
Neue Fahrzeuge werden mit Kennzeichen in der Form „BBL 4-XXXX“ zugelassen, wobei „BBL“ für „Brandenburg, Landesregierung und Landtag“ steht. Hintergrund für diese Änderung war die Abschaffung der Behördenkennzeichen zum 1. März 2007.
Seit 2015 werden von der Polizei Brandenburg Fahrzeuge des Typs Opel Zafira  in der Farbgebung blau-weiß-gelb als interaktive Funkstreifenwagen eingesetzt. Seit Ende 2017 werden ebenfalls Streifenwagen des Typs VW Touran, später noch 2 Fahrzeuge des Typen Ford SMAX/Mondeo und seit 2023 des Typs VW Tiguan eingesetzt. Die Farbgebung entspricht hier der bereits beim Opel Zafira eingesetzten blau-weißen Folierung mit neongelben Warnstreifen. Einige Streifenwagen sind mit Werbung zum Berufseinstieg in die Brandenburger Polizei bedruckt.
| Jahr | Fahrzeug            |
| ---- | ------------------- |
| 2015 | Opel Zafira         |
| 2017 | VW Touran           |
| 2020 | Ford S-MAX          |
| 2022 | Ford Mondeo Turnier |
| 2023 | VW Tiguan           |

Nahezu alle Streifenwagen sind nun „interaktiv“, können also aktuelle Einsätze auf einem integrierten Monitor anzeigen. Eine Navigation zum Einsatzort, die Anzeige benachbarter Streifenwagen, die Bedienung von Signalen wie etwa Blaulicht oder „Stopp Polizei“ sowie die Vor-Ort Ahndung von Verwarngeldern über ein PinPad sind möglich. Der interaktive Streifenwagen arbeitet sowohl über Signale des BOS-Digitalfunks, UMTS und LTE sowie diversen Schnittstellen zur Fahrzeugelektronik.

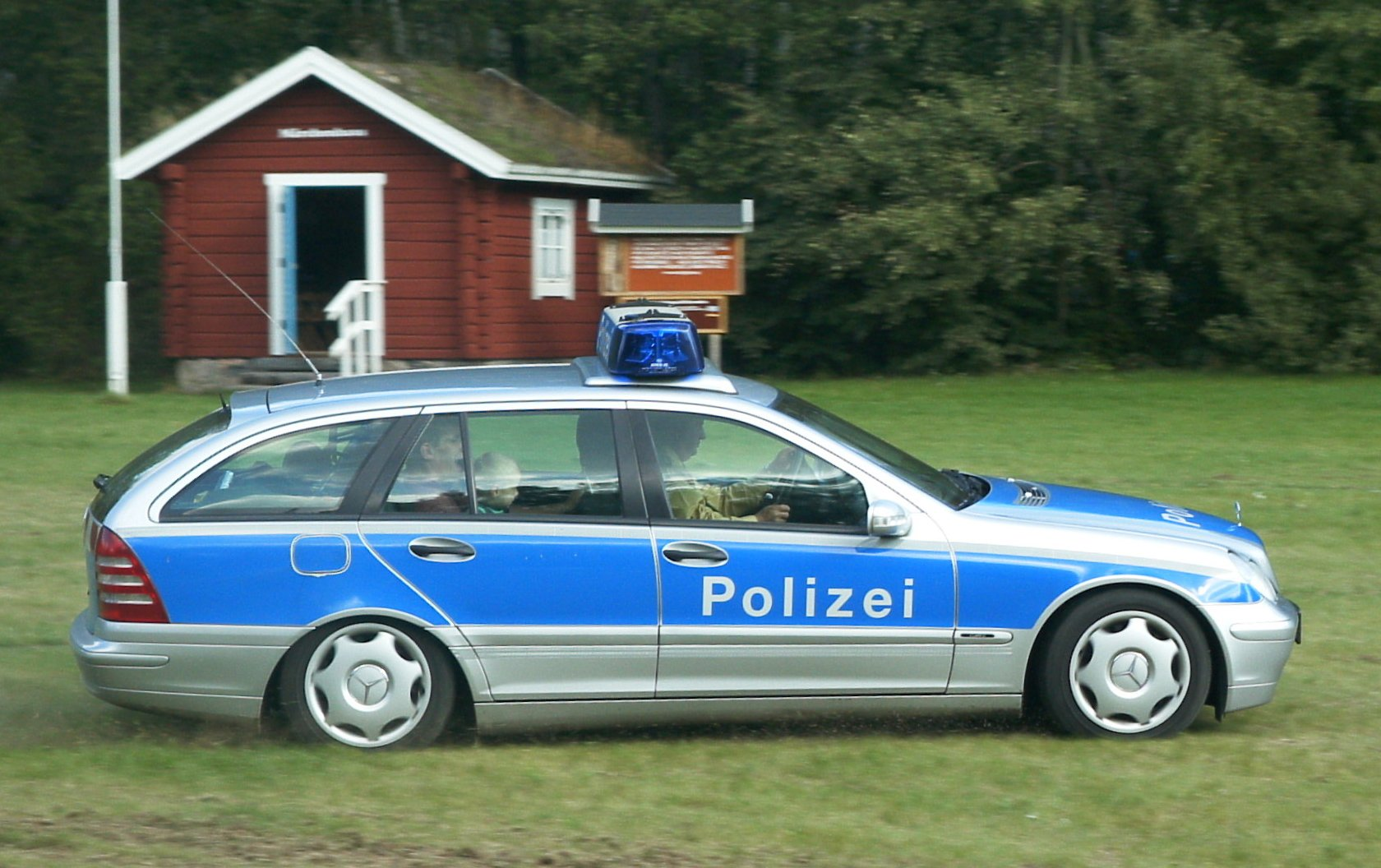
Streifenwagen Mercedes-Benz C-Klasse in neuer blau-silberner Farbgebung
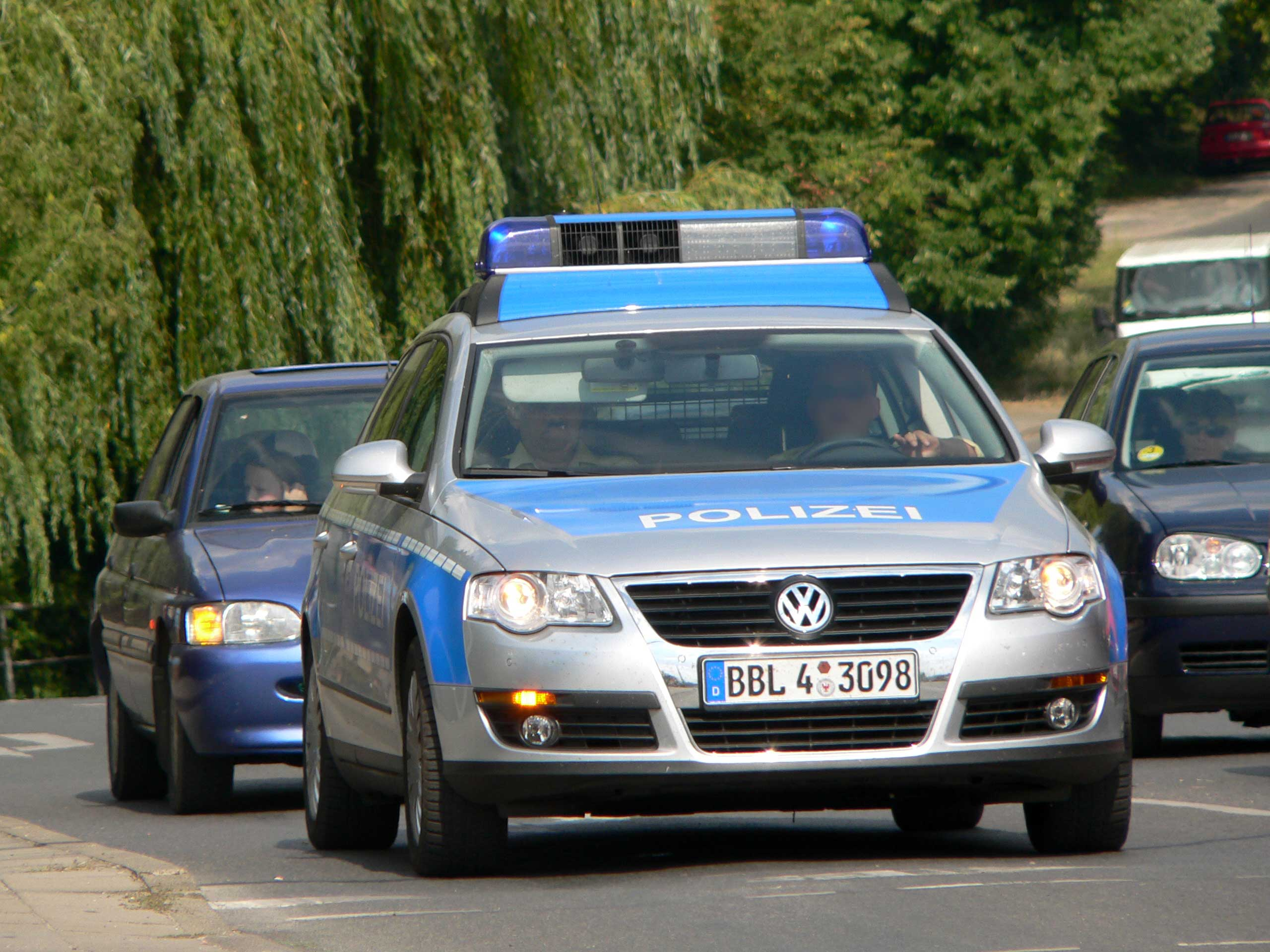
Streifenwagen VW Passat mit neuem Kennzeichen
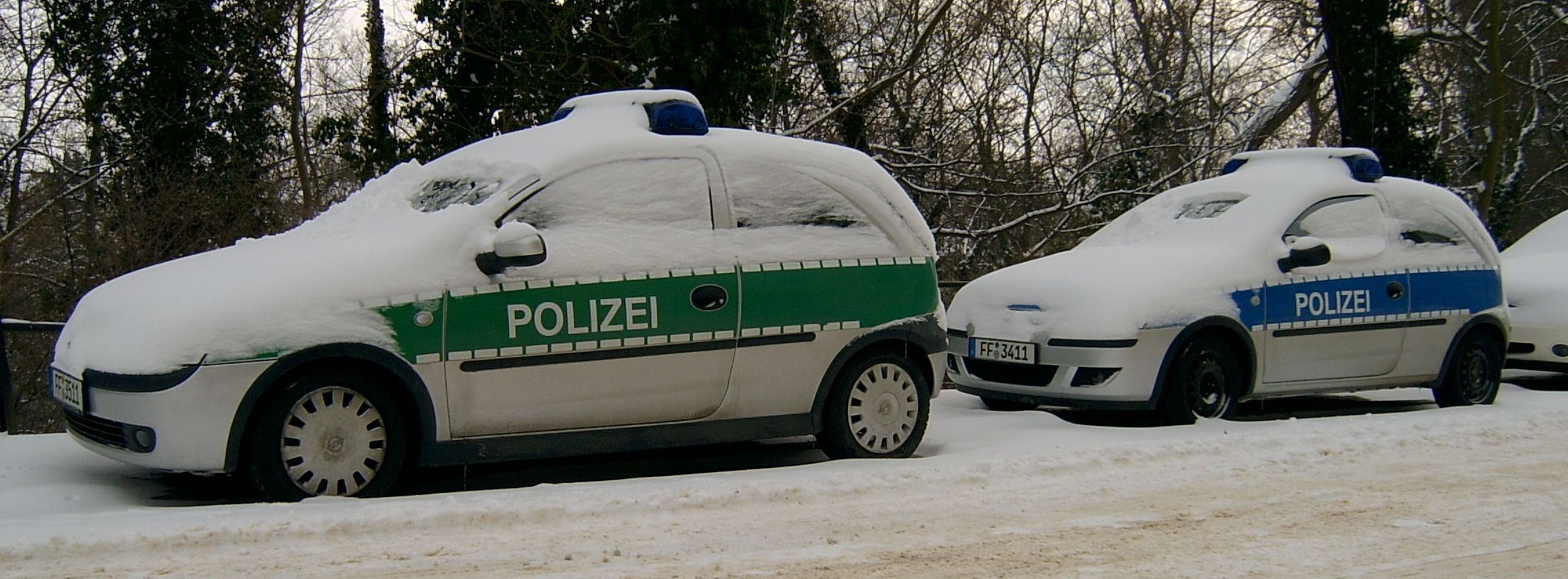
Streifenwagen Opel Corsa in alter grün-silberner und neuer blau-silberner Farbgebung
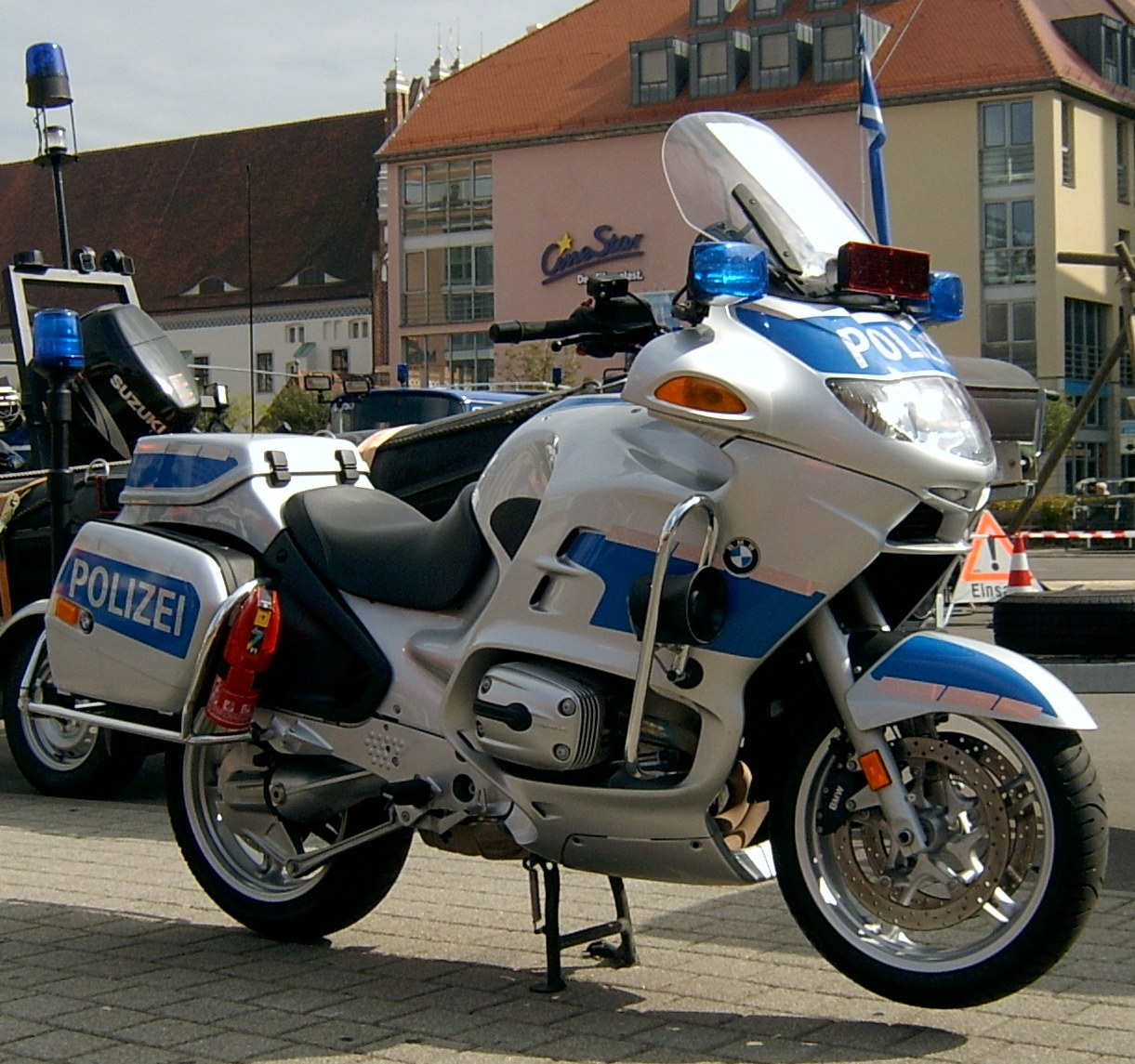
Motorrad in neuer blau-silberner Farbgebung

## Geschichte
Am 11. Oktober 1991 erließ das Ministerium des Innern in Potsdam die Verordnung über die Polizeipräsidien des neugegründeten Landes Brandenburg. Diese trat am 1. November in Kraft und sah vor, dass sich die neuformierte Brandenburger Polizei in sechs Polizeipräsidien (PP) gliederte.
- Polizeipräsidium Oranienburg mit den Schutzbereichen Prignitz, Ostprignitz-Ruppin, Oberhavel und Havelland.
- Polizeipräsidium Eberswalde mit den Schutzbereichen Prenzlau, Schwedt, Eberswalde und Bernau.
- Polizeipräsidium Frankfurt (Oder) mit den Schutzbereichen Frankfurt/Oder, Märkisch-Oderland und Oder-Spree.
- Polizeipräsidium Cottbus mit den Schutzbereichen Cottbus, Spree-Neiße, Oberspreewald-Lausitz und Elbe-Elster.
- Polizeipräsidium Potsdam mit den Schutzbereichen Potsdam, Brandenburg an der Havel, Dahme-Spreewald und Teltow-Fläming.
- Polizeipräsidium Wasserschutzpolizei mit den Wasserschutzpolizeiwachen Wittenberge, Lehnitz, Brandenburg/Havel, Potsdam, Königs Wusterhausen, Erkner, Eisenhüttenstadt und Hohensaaten.

Hinzu kamen das Landeskriminalamt in Basdorf und die Landeseinsatzeinheit (Bereitschaftspolizei) in Potsdam-Eiche.
Diese Gliederung blieb bis zur Polizeireform am 1. Juli 2002 gültig. Danach wurde eine erste Polizeireform unter dem damaligen Innenminister Jörg Schönbohm umgesetzt. Zentraler Inhalt dieser Reform war die Zusammenfassung der bisher sechs Polizeipräsidien zu zwei Präsidien mit Sitz in Potsdam und Frankfurt (Oder). Die Polizeipräsidien Oranienburg, Eberswalde und Cottbus wurden aufgelöst und die Schutzbereiche, ebenso wie die Dienststellen des ehemaligen PP Wasserschutzpolizei, auf die beiden verbliebenen PP aufgeteilt. Die Schutzbereiche Prenzlau und Schwedt wurden zum neuen Schutzbereich Uckermark sowie Eberswalde und Bernau zum neuen Schutzbereich Barnim zusammengefasst. Folgende Gliederung trat in Kraft.
- Polizeipräsidium Frankfurt (Oder) mit den Schutzbereichen Uckermark, Barnim, Märkisch-Oderland, Frankfurt (Oder)/Oder-Spree, Dahme-Spreewald, Cottbus/Spree-Neiße und Oberspreewald-Lausitz.
- Polizeipräsidium Potsdam mit den Schutzbereichen Prignitz, Ostprignitz-Ruppin, Oberhavel, Havelland, Potsdam, Brandenburg an der Havel, Teltow-Fläming und Elbe-Elster.

Das Landeskriminalamt zog von Basdorf nach Eberswalde, die Landeseinsatzeinheit (Bereitschaftspolizei) verblieb in Potsdam-Eiche.
Die erneute Reform der Polizei Brandenburg beruht auf den Planungen des von 2009 bis 2010 amtierenden Innenministers Rainer Speer. Am 1. Januar 2011 wurde der erste Schritt der Polizeistrukturreform „Polizei Brandenburg 2020“ umgesetzt und
- das Landeskriminalamt (bisher eine Landesoberbehörde),
- die Polizeipräsidien Potsdam und Frankfurt (Oder) (bisher zwei Untere Landesbehörden) sowie
- die Landeseinsatzeinheit (bisher eine Einrichtung des Landes)

zu einem Polizeipräsidium – als Landesoberbehörde – mit Sitz in Potsdam zusammengefasst. Die Reform „Polizei Brandenburg 2020“ soll dazu führen, dass die Zahl der Planstellen und Stellen der Polizei bis Ende 2019 auf 7000 reduziert werden kann. Das am 1. Januar 2011 entstandene Präsidium wurde vorläufig in vier Bereiche gegliedert:
Bereich 1 (ehemaliges PP F/O), Bereich 2 (ehemaliges PP P), Bereich 3 (ehemaliges LKA), Bereich 4 (LESE).
Am 1. Dezember 2011 wurde die aktuelle Gliederung eingeführt.
Im Koalitionsvertrag von SPD, CDU und Bündnis 90/die Grünen 2019 wurde vereinbart, dass die Landespolizei bis zum Ende der 7. Legislaturperiode über 8.500 Bedienstete verfügen soll.
Die im Ergebnis der Landtagswahl 2024 gebildete Koalition aus SPD und BSW vereinbarte im Koalitionsvertrag eine Stellenzielzahl von 9.000.

## Sonstiges
Die Polizei Brandenburg betreibt seit 2002 ein E-Government-Portal – die Internetwache, bei der man z. B. Strafanzeigen online erstatten oder polizeilich relevante Mitteilungen machen kann. Weiterhin gibt es die Möglichkeit, Blitzer-Fotos bei begangenen Ordnungswidrigkeiten einzusehen und Formulare zur Fahrerermittlung oder zur Anhörung direkt online auszufüllen.
Entlang der polnischen Grenze sowie in der Umgebung von Berlin gibt es etwa 200 Sicherheitspartner. Im Gegensatz zu den freiwilligen Polizeidiensten bzw. Sicherheitswachten in anderen Bundesländern gibt es für die Sicherheitspartner in Brandenburg keine Ausbildung und der Dienst wird unbewaffnet durchgeführt.

## Belege
1. ↑  Organigramm Polizeipräsidium (PDF), auf polizei.brandenburg.de
2. ↑  Website der Hochschule der Polizei des Landes Brandenburg
3. 1 2  mi.brandenburg.de: Brandenburgs Polizisten nach Abschluss von Uniformwechsel jetzt nur noch „in Blau“ unterwegs, abgerufen am 2. Januar 2011.
4. ↑  Opel Zafira: Der neue interaktive Funkstreifenwagen auf polizei.brandenburg.de, online, abgerufen am 26. April 2017
5. ↑  Bundesministerium des Innern: CeBIT 2016: Das "digitale" Polizeiauto. 16. März 2016, abgerufen am 20. Juni 2018.
6. ↑  Leitfaden für die Polizei Brandenburg, Richard Boorberg Verlag, 1994
7. ↑  Gesetz zur Polizeistrukturreform Polizei 2020 des Landes Brandenburg
8. ↑  Personalbedarfsplanung 2014 für die brandenburgische Landesverwaltung (PDF; 574 kB)
9. ↑  SPD, CDU, Bürnis 90/Die Grünen: Ein neues Kapitel für Brandenburg. Koalitionsvertrag. 2019, S. 51, Zeile 2677 (PDF).
10. ↑  Brandenburg voranbringen –  Bewährtes sichern. Neues schaffen. | Entwurf eines gemeinsamen Koalitionsvertrages von Brandenburg SPD und Bündnis Sahra Wagenknecht (PDF; 0,8 MB), auf spd-brandenburg.de
11. ↑  Mit OWi interaktiv sind Ihre Daten auf der sicheren Seite – Internetwache Polizei Brandenburg vom 18. Januar 2016
12. ↑  Rat und Hilfe – Ich wurde geblitzt – Internetwache Polizei Brandenburg vom 18. Januar 2016
13. ↑  Wo Bürger als Partner der Polizei patrouillieren
14. ↑  Gemeinden suchen Sicherheitspartner für die Polizei